# مجتمع بلديات
مجتمع بلديات (بالفرنسية: communauté de communes)‏ هو اتحاد بلديات في فرنسا. ويشكل إطارًا يُنفذ من خلاله المهام المحلية معًا.
اعتبارًا من 1 يناير 2007، كان هناك 2400 مجتمع بلديات في فرنسا (2391 في فرنسا الحضرية و9 في أقاليم ما وراء البحار)، ويعيش فيها 26.48 مليون شخص. منذ ذلك الحين دُمجت العديد من مجتمعات بلديات أو انضمت إلى مجتمعات جماعية [الإنجليزية] أو مجتمعات حضرية أو مدن حضرية. في حين كان هناك 2408 مجتمع بلديات في يناير 2010 و1842 في يناير 2016، لم يتبق سوى 1009 مجتمع بلديات في 1 أبريل 2018. تراوح عدد سكان مجتمع بلديات (بيانات السكان لعام 2019، حدود 2022) من 105.383 نسمة ( مجتمع بلديات لو غريزيفودان [الإنجليزية]، التي تغطي المنطقة الواقعة بين غرونوبل وشامبيري )، إلى 3.983 نسمة (مجتمع بلديات كوس دو لاباستيد-مورا، إقليم لوت).

## روابط خارجية
- https://web.archive.org/web/20050601001354/http://www.intercommunalites.com/